# Libertad académica

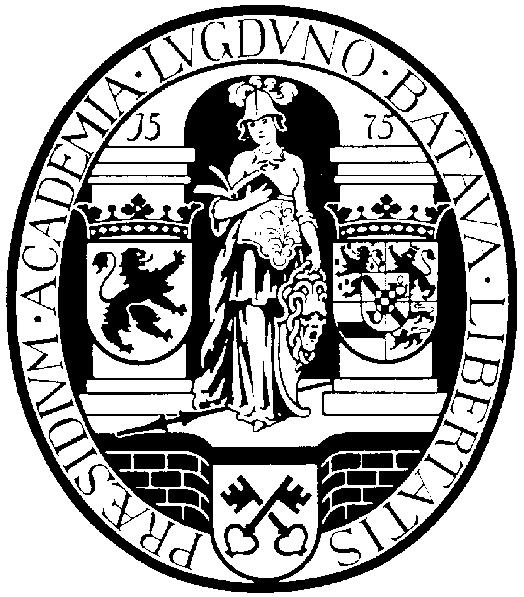
Escudo de la Universidad de Leiden, pionera de la libertad académica.

La libertad académica o libertad de cátedra es el derecho a la libertad que corresponde a los estudiantes y profesores para poder aprender, enseñar, investigar y divulgar el pensamiento, el arte y el conocimiento, sin sufrir presiones económicas, políticas o de otro tipo por ello.

## Definición y fundamento
La libertad académica incluye la libertad de los profesores, estudiantes e instituciones académicas de tener como meta la búsqueda desinteresada de la verdad y del conocimiento, sin importar hacia dónde conduzca y sin una interferencia indebida o irrazonable.
Entre otros derechos, la libertad académica incluye la libertad de trabajar en todo el rango de actividades relacionadas con la producción de conocimiento y búsqueda de la verdad, incluyendo la elección del tema de investigación, la elección de lo que se enseñará en clase, la presentación de los hallazgos a compañeros y su publicación.
La libertad académica es uno de los pocos derechos fundamentales o humanos restringidos a un ámbito específico: la educación superior (docencia e investigación). Por su profunda influencia en la educación superior, el mantenimiento de este derecho humano es imprescindible para el desarrollo económico y social de una nación.
Sin embargo, la libertad académica tiene límites. Por ejemplo, en los Estados Unidos, de acuerdo con la declaración de 1940 de la Asociación Americana de Profesores Universitarios, los profesores tienen que tener cuidado y evitar tocar material controvertido que no está relacionado con el tema dado. Cuando hablan o escriben en los medios públicos de comunicación, tienen la libertad de expresar sus opiniones sin temor de censura o represión institucional, pero deben ser moderados e indicar claramente que no hablan en nombre de la institución que los alberga.
La titularidad o estabilidad en el cargo protege la libertad académica asegurando que los profesores puedan ser alejados de sus cargos solamente bajo debido proceso y por una causa justificada, como por ejemplo, una evidente incompetencia profesional o por un comportamiento que evoque la condena de la comunidad académica por sí misma, es decir, que pueda ser demostrada ante terceros.
En 1997, las naciones que componen la Unesco (Organización de las Naciones Unidas para la Educación, la Ciencia y la Cultura) finalmente se pusieron de acuerdo sobre una definición de libertad académica, tanto teórica como operacional, tras 40 años de deliberaciones. El documento correspondiente es la "Recomendación relativa a la condición del personal docente de la enseñanza superior de 1997" (RRCPDES/97). La definición resultante es:

"La libertad de enseñar y debatir sin verse limitado por doctrinas instituidas, la libertad de llevar a cabo investigaciones, difundir y publicar los resultados de las mismas, la libertad de expresar libremente la propia opinión sobre la institución o el sistema en el que se trabaja, la libertad ante la censura institucional y la libertad de participar en órganos profesionales u organizaciones académicas representativas. Todo el personal docente de la enseñanza superior deberá poder ejercer sus funciones sin sufrir discriminación alguna y sin temor a represión por parte del Estado o de cualquier otra instancia"

En esta recomendación se definió el concepto básico (con las palabras indicadas en las primeras líneas de este artículo), y se proveyó además una definición práctica, que incluía en 77 artículos los distintos aspectos de este derecho humano y su modo de aplicación. Esta recomendación cuenta con el consenso de más de 190 naciones.
Los países que componen la UNESCO se comprometieron a incluir este principio en sus leyes y reglamentos institucionales (Universidades, Fundaciones, Centros de Investigación, etc.)(RRCPDES/97, Arts. 73-76). Hasta el momento ningún país ha cumplido con el compromiso asumido al aprobar la recomendación, y ninguna ley protege específicamente este principio de acuerdo con la definición de la UNESCO.
La libertad académica es un concepto mucho más amplio que la libertad de cátedra y la libertad de investigación. Y aunque la libertad académica está profundamente relacionada con la libertad de expresión (por ejemplo, en cuanto a la censura previa), tampoco son estos dos últimos conceptos equivalentes.
Las comunidades académicas son un frecuente blanco de represión debido a la posibilidad que tienen de manejar y controlar el flujo de información. Así, cuando intentan comunicar ideas o hechos que son inconvenientes a grupos políticos externos o autoridades, ellos se pueden convertir en el blanco de un ataque público, perder sus trabajos, su libertad, y hasta su vida. En los enlaces externos pueden encontrarse menciones de casos recientes de violaciones a la libertad académica.

## Historia
La libertad de cátedra es un concepto que se originó en las universidades europeas medievales, fundamentalmente en los Países Bajos y Alemania. Las universidades, protegidas por Bulas Papales y Reales Órdenes, lograron una autonomía considerable, con libertad para administrar y crear sus propias facultades, y para determinar los programas de estudio. Sin embargo, durante los siglos XVIII y XIX, primero la presión de la Iglesia sobre ciertos temas y actitudes, y luego la de los gobernantes de las nuevas naciones o Estados emergentes, fue amenazando progresivamente la autonomía universitaria y la libertad académica. Se creó así un clima de tensión que perdura hasta nuestros días. Sin embargo, algunos estados fueron más flexibles e incluso impulsaron la libertad académica. Así, la Universidad de Leiden, en los Países Bajos, fundada en 1575, luego la Universidad de Göttingen en Alemania, fundada en 1737, y finalmente la Universidad de Berlín, fundada en 1811, sentaron las bases de la libertad académica. Se definieron así los conceptos de Lehrfreiheit (libertad de enseñar) y Lernfreiheit (libertad de aprender). Estos principios sirvieron de base para la estructura curricular de diversas universidades de Europa y de América, como la universidad de Harvard, en los Estados Unidos de América.  Sin embargo, la trayectoria no ha sido fácil, con períodos de serias restricciones, sobre todo en los países bajo el régimen nazi (1933-1945) o comunista (1917-1991), y hasta la actualidad, en algunos casos aislados.
Las dificultades económicas de los países subdesarrollados o de aquellos bajo regímenes totalitarios han sido probablemente un factor determinante para las serias restricciones a la libertad académica de los estudiantes, porque un programa de estudios que permita a los mismos elegir libremente diferentes materias, dentro de un gran abanico de posibilidades, es mucho más costoso que un programa fijo e igual para todos. Además, en general los regímenes más autoritarios no toleran la diversidad e individualidad y consideran que todos los estudiantes tienen que graduarse con idéntica formación, algo que no ocurre si existe una variedad de materias optativas. Son dos criterios fácilmente distinguibles, como también lo es el éxito que ha tenido cada uno en lograr el objetivo fundamental de avanzar en el conocimiento.
Diversas organizaciones no gubernamentales (ONG) denuncian continuamente los casos más resonantes de violaciones a la libertad académica y las últimas novedades en este campo, que no solo ocurren en los países menos desarrollados o bajo regímenes totalitarios (aunque son más frecuentes en los dos últimos).

## Antecedentes inmediatos

### Libertad académica y Primera Enmienda a la Constitución de los Estados Unidos
La Constitución de los Estados Unidos ha servido de antecedente para las Constituciones de los países americanos y también de base para la Declaración de 1940 de la AAUP (véase más abajo). En dicha Constitución, la libertad de expresión está garantizada por la Primera Enmienda, que establece que "El Congreso no dictará ninguna ley... que restrinja la libertad de expresión, o de prensa...".
Sin embargo, la libertad académica abarca una serie de derechos que no están contemplados en la libertad de expresión, como el derecho a elegir el tema que se dictará en clases, el derecho a la titularidad, etc. Por lo tanto, la libertad de cátedra es cuando mucho parcialmente protegida por la Primera Enmienda. Algo similar ocurre con las Constituciones de los otros países americanos. En algunas Constituciones la libertad académica figura explícitamente como tal, pero no se encuentra definida, y como ya se explicó, no tiene sino un valor simbólico, porque ningún Juez defenderá un derecho que no está definido y menos si tiene que actuar en contra del poder de turno por defender a un individuo.
En la página "Academic Freedom" se indica que la Primera Enmienda de la Constitución de los Estados Unidos protegería solamente a las Universidades públicas, pero no a los establecimientos privados o religiosos. Sin embargo, esto necesita verificación, porque en general los principios Constitucionales abarcan a todas las Instituciones de un país, sean públicas o privadas.
Más allá de las constituciones de cada país, la mayoría de los derechos que protege la libertad académica están garantizados por diversas Convenciones internacionales de la ONU, OEA, OIT y UNESCO, que se indican más abajo, en Leyes.
En ausencia de leyes que la garanticen en la práctica, la libertad académica está mejor protegida por los estatutos y reglamentos de las instituciones, cuando estos la definen y salvaguardan, por los contratos individuales, por los cuadernos de los profesores, por los contratos gremiales y leyes laborales, y por el uso y costumbre en el ámbito académico. El problema surge cuando estos no alcanzan, cuando el conflicto no puede resolverse dentro del ámbito académico y entonces se necesita la intervención de la justicia. En ausencia de leyes específicas, es poco lo que un juez puede hacer; mejor dicho, es poco lo que uno puede esperar de la justicia.

### Asociación Norteamericana de Profesores Universitarios (AAUP)
Esta asociación ha sido pionera en la defensa del derecho humano a la libertad académica, no sin tener que superar numerosos inconvenientes a lo largo de su existencia, incluyendo problemas recientes. En 1940 esta asociación publicó la llamada “Declaración de principios sobre la libertad académica y estabilidad”
Sin duda esta declaración ha servido de punto de partida para otras declaraciones posteriores, como la “Declaración de Lima sobre libertad académica y autonomía de las instituciones de educación superior” Lima Declaration (English), aprobada por el Servicio Universitario Mundial (SUM) (World University Services (WUS)). También sirvió de base para la RRCPDES/97, esta última mucho más completa, documentada y con el consenso de todas las naciones que integran la UNESCO.
Sin embargo, el origen de este principio es muy anterior y se remonta a la Edad Media, en Alemania, los Países Bajos y Francia (véase Historia).

### Juan Pablo II
Un gran defensor de la libertad académica fue SS el Papa Juan Pablo II, como lo demuestra la “Constitución Apostólica del Sumo Pontífice Juan Pablo II sobre las Universidades Católicas”, denominada Ex Corde Ecclesiae y escrita en 1989. Este documento es anterior a la Recomendación de la UNESCO, RRCPDES/97, que es de 1997 y posterior a la de la AAUP, de 1940. Por esta Constitución deben regirse las Universidades Católicas Pontificias, es decir, aquellas que dependen directamente del Papa, de la Santa Sede.

### Otros antecedentes
Otros antecedentes inmediatos son las declaraciones de:
- Siena 1982
- Lima 1988
- Bolonia 1988
- Dar Es Salaam 1990
- Kampala 1990
- Sinaia 1992
- Erfurt 1996

### Leyes
Se indican aquí algunas leyes que defienden el principio de libertad académica, aunque en algunos casos sin una definición y en otros casos con una definición parcial y muy particular. Hasta ahora no existe ninguna Ley que defienda la libertad académica según ha sido definida por la UNESCO (docencia, investigación, estabilidad, resolución de conflictos, derechos, obligaciones, etc.).
- En Argentina, la Ley de Educación Superior (N.° 24.521) de 1995, en su artículo 33, defiende específicamente la libertad académica. Sin embargo, en este caso como en muchos otros, el problema es que se menciona este derecho humano sin llegar a definirlo, ni teórica ni operacionalmente. Ante un conflicto, difícilmente un juez se pronunciará sobre algo que no se sabe lo que es. Si se hubiese tomado la recomendación de la UNESCO como definición en esta ley, otra hubiese sido la situación; pero ocurre que esta ley fue sancionada en 1995, y por lo tanto es anterior a la recomendación de la UNESCO, hecho que de por sí ya es un gran mérito. Otro problema en este caso, es que el ámbito de aplicación abarca solamente a las universidades, privadas o estatales, quedando de su aplicación los institutos de investigaciones, las fundaciones, y las instituciones de educación superior, que no dependan de las universidades, ni del Ministerio de Educación.
- En Chile, la Ley Orgánica Constitucional de Enseñanza (n.º 18.962), de 1990, defiende y define parcialmente la libertad académica (de un modo muy peculiar).[11]

## Libertad académica de profesores, estudiantes e instituciones

### Libertad académica de los estudiantes
Las ideas de la libertad académica como un derecho que asiste también a los estudiantes es de origen alemán, como ya se indicó. Es el concepto de Lernfreiheit o libertad de aprender. Implica que los estudiantes tienen la libertad de elegir su propio camino de estudio, tomando los cursos que ellos prefieran, en las universidades que ellos elijan. Estas ideas fueron trasportadas a los Estados Unidos en el siglo XIX por algunos alumnos que habían estudiado en universidades alemanas. Quien utilizó este método de manera más prominente fue Charles Eliot en la Universidad de Harvard, entre 1872 y 1897, cuando el único curso obligatorio era retórica.
En la actualidad, en la mayoría de las universidades de los Estados Unidos, este sistema de estudios tiene plena vigencia, con pocas materias obligatorias, muchas optativas, y con diferentes cátedras para elegir.
En ese país la libertad académica de los alumnos está regulada por la libertad de los Profesores de determinar qué puntos de vista son sustentados por los estándares de cada universidad, revisión de pares, y normas establecidas en sus disciplinas.
De acuerdo con una decisión de la Cámara de Apelaciones de los Estados Unidos, el derecho de los profesores a la libertad académica y libertad de expresión es fundamental en la vida académica. Por este motivo, los estudiantes en ese país no tienen el derecho a exigir que los tópicos contradictorios tengan el "mismo tiempo" de dedicación. Por otro lado, a un estudiante se le puede exigir que escriba un trabajo desde un punto de vista particular, aunque el estudiante no esté de acuerdo con ese punto de vista, siempre que ese requerimiento tenga exclusivamente un propósito pedagógico. Sin embargo, el derecho de los Profesores a determinar legítimamente los temas de estudio no puede llegar al punto de comprometer el derecho de los estudiantes a aprender en un ambiente libre de hostilidad. Asimismo, la palabra de un profesor está protegida solamente hasta el punto en que es pertinente al tema de estudio.
Esta política de los Estados Unidos encuentra bastante consenso en el resto del mundo. Sin embargo, en algunos países, la libertad académica de los estudiantes va más allá, llegando incluso al cogobierno universitario, un tema bastante conflictivo [cita requerida], sobre todo cuando la libertad académica de los estudiantes adquiere tal preponderancia que comienza a socavar la libertad académica de los Profesores de elegir los temas y los estándares de las materias.[cita requerida]

### Libertad académica de los profesores
El concepto de libertad académica como un derecho de los profesores (Lehrfreiheit, en alemán) ha sido generalizado en las culturas occidentales. En general, todos los países coinciden en el derecho de un profesor a investigar y publicar sus hallazgos sin restricciones, pero difieren con respecto a la libertad de un profesor en clase.
Bajo la tradición alemana, los profesores tienen la libertad de tratar de "convertir" a sus estudiantes a su sistema filosófico y punto de vista particular. De todos modos, los profesores no son estimulados o tiene prohibido expresar su punto de vista, particularmente si es político, fuera de clase. Con respecto a sus clases, no debe haber obligaciones particulares, ni contenidos predeterminados, y tampoco restricciones sobre un tema en particular.
En los Estados Unidos, la libertad académica es generalmente tomada como la noción de este concepto definida en la "Declaración de Principios sobre Libertad Académica y Estabilidad de 1940". Esta declaración fue hecha en conjunto por la Asociación Norteamericana de Profesores Universitarios (AAUP, en inglés) y la Asociación Norteamericana de Universidades (AAC). Esta declaración establece que los profesores tienen derecho a una total libertad para discutir su tema de enseñanza y estudio. La AAUP trabaja en conjunto con colegios y universidades, incluidos los colegios privados y religiosos, para implementar estos principios como bases de los contratos con los profesores. Las casas de altos estudios que violan estos derechos quedan incluidas en una lista de instituciones censuradas.
En Francia, se espera que un profesor de una universidad pública francesa, o un investigador de un instituto público, como cualquier servidor público, se comporte de una manera neutral, y no favorezca en particular ningún punto de vista político o religioso durante el curso de sus obligaciones. Sin embargo, la libertad académica de los profesores universitarios es un principio fundamental reconocido por leyes de la República, como lo define el Consejo Constitucional de Francia. Más aún, la ley indica que los profesores-investigadores (profesores que se dedican principalmente a la investigación), los investigadores y los profesores son totalmente independientes y disfrutan de una total libertad de expresión en el curso de su trabajo de docencia e investigación, siempre que respeten, siguiendo las tradiciones universitarias y las disposiciones de la ley, los principios de tolerancia y objetividad. (Education Code, L952-2). La nominación y promoción de profesores se lleva a cabo sobre todo a través de un proceso de revisión por pares (peer review), en lugar de usar procesos administrativos directos.

### Libertad académica de las instituciones de educación superior
La libertad académica de las instituciones se refiere fundamentalmente a su autonomía. En particular, a la libertad para nombrar los profesores, establecer los estándares, admitir los estudiantes y manejar el presupuesto y su balance entre docencia e investigación. Se distingue de cualquier otra libertad que se garantice a los estudiantes o profesores.
En los Estados Unidos, la Corte Suprema ha establecido que las instituciones de educación superior (docencia e investigación) tienen la facultad de establecer por sí mismas las bases académicas sobre:
1. quién puede enseñar
2. qué puede enseñarse
3. cómo debería enseñarse
4. quién puede ser admitido como estudiante

## Controversias

### Titularidad o estabilidad de los profesores en su cargo
La titularidad (tenure) o estabilidad de los profesores en su cargo, o su equivalente funcional, es de primordial importancia para garantizar la libertad académica. Sin embargo, este derecho es un tema de discusión permanente, sobre todo en los ambientes más autoritarios.
La estabilidad, en general, se garantiza luego de un período de prueba, que en los países más desarrollados y con mayores garantías y libertades no excede de 3-5 años. Luego de ese período de prueba con pautas bien establecidas, el Profesor/ Investigador solo puede ser destituido por causa muy grave, que pueda demostrarse ante terceros.
La UNESCO, y por lo tanto la mayoría de las opiniones, sostiene que no puede existir libertad académica si el derecho a la estabilidad en el cargo no está garantizado. Quienes defienden este principio sostienen que, de lo contrario, un profesor/investigador podría ser alejado de la institución ante la menor crítica a una doctrina instituida (defendida por su institución o por terceros), o incluso ante la menor disputa con las autoridades institucionales o grupos antagónicos con poder y autoridad circunstanciales, cuyas decisiones nada tengan que ver con lo académico (grupos de poder, prebendas económicas o políticas, celos profesionales, administración fraudulenta, etc.).
La otra postura, contraria a la estabilidad en el cargo, sostiene que un profesor/investigador debería ser elegido con o sin demasiados requisitos previos; que eso no es importante, porque luego se lo evalúa periódicamente, y que, si no rinde lo esperado, se lo alejará del cargo. El problema con esta postura es determinar quién está realmente capacitado para hacer las evaluaciones y con qué criterios se harán. El gran dilema es saber si realmente es tan fácil juzgar la originalidad y valor de una idea. Ahora, precisamente por ser original, una idea o actitud podría superar la capacidad intelectual de los que pretenden ser sus jueces, quienes muy probablemente la interpretarían como una amenaza o como algo trivial. Evitar esto es precisamente uno de los objetivos de la libertad de cátedra. El riesgo en esta postura, contraria a la libertad académica y en general sostenida por grupos autoritarios que se consideran capaces de dirigir y administrar hasta las ideas originales, es que esa actitud puede generar un clima poco propicio para que las frágiles ideas originales maduren, se fortalezcan y prevalezcan.
La otra postura, la de la UNESCO, generalmente aceptada pero no suficientemente implementada, es que se pase en primer lugar por un riguroso examen de admisión, basado en los antecedentes del postulante, y luego por un período de prueba establecido de antemano, no muy extenso (3-5 años) y con pautas muy claras, cumplido el cual se le concede la estabilidad de por vida (frecuentemente hasta la jubilación, aunque este es otro tema controvertido). Su implementación y aceptación no ha sido aún generalizada, debido precisamente a la oposición de los sectores más autoritarios. La Universidad de Harvard es una de las universidades de mayor prestigio con titularidad de por vida.
Quienes defienden una postura contraria a la estabilidad en los cargos, sostienen que ella constituye un problema serio, porque no es posible destituir a los profesores/investigadores que no alcanzan un mínimo de "producción". Quienes defienden la estabilidad, en cambio, sostienen que este es precisamente el precio de la libertad y que es un precio mínimo comparado con los beneficios de una libertad académica plena. Sostienen que es preferible tener algunos profesores/investigadores venidos a menos, que iniciar una cacería de brujas en busca de estándares cientificistas que difícilmente se pueden evaluar ecuánimemente, y peor aún, bajo el riesgo de dejar sin protección o incluso de acallar las ideas más originales.

### Autoritarismo y libertad académica
El enemigo más acérrimo de la libertad académica es sin duda el autoritarismo. Las sociedades donde prevalecen el autoritarismo o el corporativismo  profesional, no toleran este derecho humano. Se lo ve como una amenaza inmediata a la autoridad, al poder, tal como ocurre con la libertad de prensa en las democracias débiles. Este es uno de los motivos por el que costó nada menos que 40 años lograr un consenso en la UNESCO sobre lo que significa la libertad académica, sobre los diversos derechos y obligaciones que conlleva, y sobre los métodos adecuados para su aplicación, todos ellos incluidos dentro de la mencionada Recomendación relativa a la condición del personal docente de la enseñanza superior. El hecho de que finalmente se haya logrado un acuerdo nos muestra cuanto ha mejorado la relación entre las distintas culturas, ideas políticas y creencias, aunque aún falta mucho camino por recorrer. Nos muestra que vamos por buen camino, aunque algunas veces tengamos retrocesos alarmantes.

### Propiedad intelectual como derecho humano
El derecho a la propiedad intelectual está también incluido dentro del marco de la libertad académica.
Véase La propiedad intelectual como derecho humano Boletín de Derecho de Autor, Vol. XXXV, no. 3, jul-sep 2001, UNESCO.

### Propiedad material como derecho humano
Otro derecho intrínseco a la libertad académica, y del que poco se habla, es el derecho de los profesores/investigadores a la exclusividad en el uso de los equipos o instrumentos adquiridos con subsidios propios gracias al producto de su labor intelectual, mientras dura el proyecto, y a la primera prioridad en su uso cuando el proyecto culmina (pero con obligación de compartirlos con sus colegas). Asimismo, el derecho a su traslado a otras instituciones cuando se traslada el profesor/investigador. Estos derechos y obligaciones no fueron considerados en la Recomendación de la UNESCO de 1997 y el debate en los organismos internacionales u ONG al respecto ha sido nulo. En realidad, la propiedad es compartida entre la persona o institución que otorga los fondos, la institución que lo alberga y el investigador; pero nadie debería tener más derecho y es más idóneo para el uso de los equipos que el investigador que propuso la idea, el proyecto, que permitió hacer realidad su adquisición.
Hay que tener en cuenta que los equipos e instrumentos son al investigador como la pluma y el papel al escritor. Sin ellos es imposible elaborar y transmitir nuevos conocimientos. Son las herramientas básicas de un Investigador.

### Jubilación, derecho a trabajar, discriminación por edad
Uno de los derechos humanos menos reconocidos aún es el derecho a no ser discriminado por edad avanzada. Pocas constituciones defienden este derecho.
En los Estados Unidos, el "Acta contra la Discriminación por edad" (Age Discrimination Act) de 1975 protege este derecho para todas las reparticiones públicas y programas que reciban asistencia financiera federal. Pero no en muchos países existe una ley similar.
Por lo general, los profesores tienen la obligación de jubilarse después de los 60-65 años. Ellos son alejados compulsivamente de sus cátedras y laboratorios, sin importar si su capacidad física e intelectual están aún intactas, sin importar lo que aún puedan aportar a la sociedad. Sin duda la capacidad de producción disminuye paulatinamente con la edad, pero otras capacidades se incrementan, como la experiencia y la sabiduría. La literatura está llena de ejemplos de importantes aportes al conocimiento realizados por mujeres u hombres de edad avanzada.
Esta tendencia, común en la década de 1990, incluso en las empresas, comienza lentamente a revertirse en algunos países. Algunos profesores han comenzado a reclamar judicialmente su derecho constitucional (cuando este existe) a no ser discriminados por edad (en Canadá, por ahora).
Están en juego aquí diversos valores, como la dignidad, la gratitud, y el reconocimiento a quienes nos precedieron. No se pretende que conserven el mismo espacio y recursos que tenían cuando estaban en la plenitud de sus carreras, pero al menos merecen, si desean continuar realizando su trabajo de docencia y/o investigación, un espacio digno, el espacio mínimo necesario para llevar a cabo esas actividades.
La solución a la falta de espacio y de recursos no es la discriminación por edad, sino la creatividad para lograr mayores recursos materiales y presupuesto.

### Cuando la libertad de enseñar y la libertad de aprender entran en conflicto
La libertad académica establece que los profesores tienen libertad de enseñar y que los alumnos libertad de aprender. Pero en ocasiones estas libertades, presuntamente, entran en conflicto.
La Asociación Estudiantes por la Libertad Académica (Students for Academic Freddom o SAF) fue fundada para proteger a los estudiantes de tendencia liberal (de centro izquierda) en colegios (universitarios) y universidades. La organización alega haber recolectado numerosas declaraciones de estudiantes que aseguran que algunos de sus profesores hicieron caso omiso a su responsabilidad de mantener los temas controvertidos fuera de clase y que, en cambio, enseñaron los temas desde un punto de vista ideológico. Como muchos de estas reclamaciones y derechos no están regulados, la organización realizó un anteproyecto de Ley llamado "Ley de Derechos Académicos" (Academic Bill of Rights), que fue presentado en muchas legislaturas estatales y en la Cámara de Diputados. Muchos ven a este preproyecto como un medio para instalar una tendencia conservadora en lugar de un punto de vista neutral.
De acuerdo con SAF, la libertad académica es la "libertad de enseñar y de aprender". Afirman en "The Academic Bill of Rights" que la libertad académica promueve la "diversidad intelectual" y ayuda a alcanzar los objetivos primarios de la universidad, es decir, "la búsqueda de la verdad, el descubrimiento de nuevos conocimientos por medio de la enseñanza y la investigación, el estudio y crítica razonable de las tradiciones intelectuales y culturales, la enseñanza y desarrollo de los estudiantes para ayudarlos a convertirse en individuos creativos y ciudadanos productivos de una democracia pluralista, y la transmisión de conocimiento y aprendizaje a la sociedad toda". Así, dicha declaración reclama el control estatal y judicial de los colegios. Esta ley aseguraría:
- que los profesores concienticen a su alumnos de los otros puntos de vista existentes además de los propios;
- que las decisiones sobre los nombramientos, bajas, promociones y titularidad se basen únicamente en la competencia y conocimientos, y
- que califiquen a sus estudiantes basados únicamente en su desenvolvimiento y conocimiento, y no por sus creencias políticas o religiosas.

La ironía, según muchos reclaman, es que dicha ley en realidad restringiría la libertad académica y dejaría la educación en manos de legisladores y jueces motivados ideológicamente, en lugar de permanecer bajo la responsabilidad de los profesores.
De acuerdo con la AAUP,
la propuesta "Ley de Derechos Académicos", más allá de su título, es un ataque a la libertad académica en sí misma: "Una premisa fundamental de la libertad académica es que las decisiones concernientes a la calidad de la educación superior deben ser hechas tomando como referencias los estándares de la profesión académica, e interpretada y aplicada por la comunidad de educadores que, por su experiencia y conocimiento, son los calificados para establecer dichos estándares".
La Ley de Derechos Académicos obligaría, según la AAUP, a las universidades a implementar el principio de neutralidad requiriendo el nombramiento de profesores "con un punto de vista hacia el refuerzo de la pluralidad de metodologías y perspectivas", un intento que reclaman como problemático porque "invita a que la diversidad sea medida por estándares políticos que difieren de los criterios académicos".
Esto es importante porque ilustra la complejidad del tema. Por un lado, sin una ley específica, es muy difícil que la justicia pueda ser de ayuda alguna (véase la sección Leyes). Por otro lado, con una ley, en función de la forma en que sea dictada, se corre el riesgo de que, en lugar de los profesores, sean los políticos y los jueces los que terminen decidiendo qué debe enseñarse, algo que de por sí violaría la libertad académica. Quizá mejor que una ley para cada país sea una convención de la ONU, ya que contaría con un gran consenso y quizá se evitaría la influencia del gobierno de turno en cada país. Sin duda, no es un tema simple.

## Leyes sancionadas y casos de aplicación de la recomendación de laUNESCO
La realidad es que a menudo se habla de libertad académica, sin siquiera saber de qué se habla. A tal punto, que Universidades de prestigio ni siquiera nombran la libertad académica en sus estatutos. En el mejor de los casos, se habla de libertad de cátedra y libertad de investigación, pero no de libertad académica. Esto parecería ser un resabio de otros tiempos, en el que el autoritarismo era la norma.
Algunas instituciones de diversos países, sí mencionan a la libertad académica en sus estatutos, pero aun así no la definen, que cómo ya se dijo, es equivalente o no mencionarla, ya que nadie puede aplicar lo que no conoce.
La ausencia de leyes específicas que defiendan la libertad académica crea enormes dificultades a los individuos que ven afectados sus derechos. Cuando esto ocurre, se ven obligados a acudir a jueces y tribunales que no tienen la menor idea del tema y actúan en el mejor de los casos sin criterio alguno. Asimismo, la lentitud del sistema judicial en casos como estos, no bien definidos, determina que la justicia llegue tarde, cuando el daño ya es irreversible. Y si el afectado acude a ONG nacionales o internacionales, es poca la ayuda que puede lograr. En el primer caso, porque en general no interesan los casos individuales, sino aquellos resonantes, que pudieran tener alguna connotación política. En el caso del las organizaciones internacionales es aún más complicado, porque no pueden actuar hasta que no se hayan agotado todas las instancias en la justicia local. Por otro lado, los organismos internacionales como la OEA, la ONU y la Unesco, solamente atienden casos en que los Estados están involucrados y no casos individuales (y los que sí los atienden,  lo hacen cuando la justicia del país ya ha fallado en contra del afectado, y están agotadas todas las instancias judiciales). Además, no intervienen contra quién violó el derecho fundamental, sino contra el Estado que no fue capaz de protegerlo. Sin embargo, estos mecanismos son costosos y aún más lentos. La lentitud e ineficiencia determina que en la mayoría de los casos el afectado, agotado moral y económicamente, y probablemente enfermo psíquica y físicamente, opte por renunciar a la defensa de sus derechos afectados y se resigne a sufrir los daños sin reparo alguno. De ahí la urgente necesidad de la sanción de leyes que específicamente defiendan la libertad académica, y fundamentalmente la de los más desprotegidos: los individuos.

## Críticas a la Recomendación de la UNESCO
Algunos artículos de la Recomendación de la UNESCO han sido criticados por su contenido o limitaciones. Evidentemente la discusión sobre el tema no está terminada y el debate continúa, aunque sin duda se ha avanzado mucho en este terreno.
Un avance ha sido también la formación del CEART, el Comité mixto OIT/UNESCO de expertos sobre la aplicación de las Recomendaciones relativas al personal docente.
Lamentablemente, la Recomendación de la UNESCO de 1997 es por ahora solo eso, una recomendación, y no se ha podido avanzar aún hacia una Convención de la [OEA], [ONU] u [OIT], que le daría fuerza de ley en los países que la suscribiesen. Tampoco se ha podido avanzar hacia la sanción de leyes que específicamente protejan la libertad académica en cada país. Es mucho el camino que queda por recorrer.

## Herramientas legales
En este tema hay que ser muy realistas. Es importante que el lector no se haga la falsa ilusión de que sus derechos, tan bien defendidos por la Recomendación de la UNESCO de 1997 y por las distintas convenciones y declaraciones de la ONU, la OEA, la OIT, u otros organismos internacionales, serán fácilmente atendidos y defendidos por la justicia y por toda la comunidad. La realidad es precisamente todo lo opuesto.
La comunidad, los colegas, temerosos de las consecuencias, harán poco o nada por un individuo afectado. Las instituciones y los gremios, harán poco o nada si no ven un rédito político. La justicia, por su lado, ante la falta de leyes específicas, es poco lo que puede hacer y muy tardíamente, en el mejor de los casos. Esto, sin contar que en la mayoría de los casos los Jueces son reacios a intervenir en temas académicos y mucho menos si tienen que fallar en contra de una Institución de prestigio (no importa cuanta razón tenga el reclamante). En su Introducción al Derecho, el doctor Agustín Gordillo explica claramente los motivos:
"Hay un error político de gran persistencia: la tendencia a creer ciegamente a quien ejerce el poder, público o privado, económico o político, honesto o corrupto. Ello es válido no solamente para lo político sino también para lo jurídico. Debe por lo tanto evitarse el error común de creer que todo lo que la autoridad -cualquiera que ella sea- dice es cierto, por el solo hecho de que lo diga, confundiendo entonces presunción de legitimidad con verdad lisa y llana, lo que resulta no solo lógicamente insostenible sino también un error político sustancial en materia de derecho".
Por su parte, la mayor parte de los organismos internacionales y ONG prestan poca o nula atención a los individuos (a lo sumo recibirá una carta de apoyo, que no ayudará demasiado), ya que regulan primordialmente a los Estados y a los intereses de grupos, y difícilmente se ocupan de derechos individuales; con menos razón si la persona afectada no ha agotado todos los recursos locales (por el principio de no intervención en asuntos internos).
Esta es objetivamente la realidad, y es importante que se mencione, para que la persona afectada en su libertad académica no se haga falsas ilusiones y crea que el camino de la defensa de sus derechos es fácil y que a la larga logrará su meta de justicia. No es así, salvo en contados casos excepcionales y resonantes. Y es inútil que intente consultar a los organismos internacionales utilizando las páginas de web o el correo electrónico, porque aunque estas tengan páginas dedicadas aparentemente a ese fin, tampoco contestarán las consultas, a menos que se trate de denuncias formales, una vez agotadas todas las instancias locales. Es decir, actuarán cuando la persona interesada esté destruida y sin más recursos.
De ahí la gran importancia de la sanción de leyes específicas que defiendan la libertad académica en cada país, y preferiblemente según la definición de la UNESCO (que cuenta con un consenso internacional). La mejor forma de defender este derecho fundamental es lograr dicha meta. Hasta entonces, el otro camino disponible hasta ahora, el de la acción individual y directa, es sumamente difícil.
Aclarado este punto fundamental, las herramientas legales más importantes con que cuenta un individuo en la actualidad son las siguientes (siempre que su país haya adherido a las mismas):

### Naciones Unidas
- Declaración Universal de Derechos Humanos, 1948;
- Declaración sobre el Fomento entre la Juventud de los Ideales de Paz, Respeto Mutuo y Comprensión entre los Pueblos, 1965;
- Convención Internacional sobre la Eliminación de todas las Formas de Discriminación Racial, 1965;
- Pacto Internacional de Derechos Económicos, Sociales y Culturales, 1966;
- Pacto Internacional de Derechos Civiles y Políticos, 1966,y Protocolo Facultativo del Pacto Internacional de Derechos Civiles y Políticos, 1966;
- Declaración sobre la Protección de Todas las Personas contra la Tortura y otros Tratos o Penas Crueles, Inhumanos o Degradantes, 1975;
- Declaración de los Derechos de los Impedidos, 1975;
- Convención sobre la eliminación de todas las formas de discriminación contra la mujer, 1979;
- Declaración sobre la eliminación de todas las formas de intolerancia y de discriminación fundadas en la religión o en las creencias, 1981;
- Convención contra la tortura y otros tratos o penas crueles, inhumanos o degradantes, 1984.

### Organización de las Naciones Unidas para la Educación, la Ciencia y la Cultura - UNESCO
- Convención relativa a la lucha contra las discriminaciones en la esfera de la enseñanza, 1960, y Protocolo, 1962;
- Declaración sobre la raza y los prejuicios raciales, 1978;
- Convención sobre la enseñanza técnica y profesional, 1989;

Y las siguientes recomendaciones (que, contrariamente a las convenciones o declaraciones, no tienen peso de ley y no es obligatoria su aplicación)
- Recomendación sobre la convalidación de los estudios, títulos y diplomas de enseñanza superior, 1993.
- Recomendación relativa a la lucha contra las discriminaciones en la esfera de la enseñanza, 1960;
- Recomendación sobre la educación para la comprensión, la cooperación y la paz internacionales y la educación relativa a los derechos humanos y las libertades fundamentales, 1974;
- Recomendación relativa a la situación de los investigadores científicos, 1974;
- Recomendación revisada relativa a la enseñanza técnica y profesional, 1974;

### Organización Internacional del Trabajo
- Convenio N.º 87: Convenio relativo a la libertad sindical y a la protección del derecho de sindicación, 1948;
- Convenio N.º 95: Convenio relativo a la protección del salario, 1949;
- Convenio N.º 98: Convenio relativo a la aplicación de los principios del derecho de sindicación y de negociación colectiva, 1949;
- Convenio N.º 100: Convenio relativo a la igualdad de remuneración entre la mano de obra masculina y la mano de obra femenina por un trabajo de igual valor, 1951;
- Convenio N.º 102: Convenio relativo a la norma mínima de la seguridad social, 1952;
- Convenio N.º 103: Convenio relativo a la protección de la maternidad (revisado en 1952);
- Convenio N.º 111: Convenio relativo a la discriminación en materia de empleo y ocupación, 1958;
- Convenio N.º 118: Convenio relativo a la igualdad de trato de nacionales y extranjeros en materia de seguridad social, 1962;
- Convenio N.º 121: Convenio relativo a las prestaciones en caso de accidentes del trabajo y enfermedades profesionales, 1964 (Lista I modificada en 1980);
- Convenio N.º 128: Convenio relativo a las prestaciones de invalidez, vejez y sobrevivientes, 1967;
- Convenio N.º 130: Convenio relativo a la asistencia médica y a las prestaciones monetarias de enfermedad, 1969;
- Convenio N.º 132: Convenio relativo a las vacaciones anuales pagadas (revisado), 1970;
- Convenio N.º 135: Convenio relativo a la protección y facilidades que deben otorgarse a los representantes de los trabajadores en la empresa, 1971;
- Convenio N.º 140: Convenio relativo a la licencia pagada de estudios, 1974;
- Convenio N.º 151: Convenio sobre la protección del derecho de sindicación y los procedimientos para determinar las condiciones de empleo en la administración pública, 1978;
- Convenio N.º 154: Convenio sobre el fomento de la negociación colectiva, 1981;
- Convenio N.º 156: Convenio sobre la igualdad de oportunidades y de trato entre trabajadores y trabajadoras: trabajadores con responsabilidades familiares, 1981;
- Convenio N.º 158: Convenio sobre la terminación de la relación de trabajo por iniciativa del empleador, 1982;
- Convenio N.º 159: Convenio sobre la readaptación profesional y el empleo de personas inválidas, 1983;

Y las siguientes recomendaciones:
- Recomendación N.º 95: Recomendación sobre la protección de la maternidad, 1952;
- Recomendación N.º 131: Recomendación sobre prestaciones de invalidez, vejez y sobrevivientes, 1967;
- Recomendación N.º 143: Recomendación sobre la protección y facilidades que deben otorgarse a los representantes de los trabajadores en la empresa, 1971;
- Recomendación N.º 148: Recomendación sobre la licencia pagada de estudios, 1974;
- Recomendación N.º 159: Recomendación sobre los procedimientos para determinar las condiciones de empleo en la administración pública, 1978;
- Recomendación N.º 162: Recomendación sobre los trabajadores de edad, 1980;
- Recomendación N.º 163: Recomendación sobre el fomento de la negociación colectiva, 1981;
- Recomendación N.º 165: Recomendación sobre la igualdad de oportunidades y de trato entre trabajadores y trabajadoras: trabajadores con responsabilidades familiares, 1981;
- Recomendación N.º 168: Recomendación sobre la readaptación profesional y el empleo de personas inválidas, 1983.

### Otros
- Recomendación relativa a la situación del personal docente, aprobada el 5 de octubre de 1996 por la Conferencia Intergubernamental Especial sobre la situación del personal docente (convocada por la UNESCO en cooperación con la OIT), 1966;
- Convención Universal sobre Derecho de Autor, 1952, revisada en 1971;
- Convenio de Berna para la Protección de las Obras Literarias y Artísticas, Acta de París de 1971 (enmendado en 1979), Organización Mundial de la Propiedad Intelectual (OMPI).

Y otras declaraciones o convenios suscritos más recientemente (consultar a los organismos correspondientes).